# Aerangis megaphylla
Aerangis megaphylla là một loài thực vật có hoa trong họ Lan. Loài này được Summerh. ex Mildbr. mô tả khoa học đầu tiên năm 1937.